# 黑线花皮蛛
黑线花皮蛛（学名：Scytodes nigrolineata），又名黑條山城蛛，为花皮蛛科花皮蛛属的动物。分布于台湾岛以及中国大陆的北京、江苏等地。该物种的模式产地在北京。